# Dexia uniseta
Dexia uniseta är en tvåvingeart som beskrevs av Charles Howard Curran 1927. Dexia uniseta ingår i släktet Dexia och familjen parasitflugor. Inga underarter finns listade i Catalogue of Life.